# 164-та легка африканська дивізія (Третій Рейх)
164-та легка африканська дивізія (Третій Рейх) (нім. 164. leichte Afrika-Division) — легка дивізія Вермахту за часів Другої світової війни.

## Історія
164-та легка африканська дивізія Вермахту була сформована 18 липня 1942 на базі розформованої фортечної дивізії «Крит» (колишня 164-та піхотна дивізія).

## Райони бойових дій
- Північна Африка (липень 1942 — травень 1943).

## Командування

### Командири
- генерал-лейтенант Йозеф Фольттманн (нім. Josef Folttmann) (18 липня — 10 серпня 1942);
- оберст Карл-Ганс Люнгерсгаузен (нім. Carl-Hans Lungershausen) (10 — 30 серпня 1942);
- оберст Герман Ганс Геккер (нім. Hermann Hans Hecker) (30 серпня — 8 вересня 1942);
- оберст Карл-Ганс Люнгерсгаузен (9 вересня — 5 грудня 1942);
- оберст Зіґфрід Вестфаль (нім. Siegfried Westphal) (5 — 31 грудня 1942);
- генерал-майор барон Курт фон Лібенштайн (нім. Kurt Freiherr von Liebenstein) (1 — 15 січня 1943);
- оберст Беккер (нім. Becker) (16 січня — 17 лютого 1943);
- генерал-майор Фріц Краузе (нім. Fritz Krause) (17 лютого — 12 травня 1943);
- генерал-майор барон Курт фон Лібенштайн (13 травня — 30 червня 1943).

## Нагороджені дивізії
Нагороджені дивізії
|  | Кавалери Золотого Німецького Хреста          | 3 |
|  | Кавалери Лицарського хреста Залізного хреста | 2 |